# Daedalopelta nodosa
Daedalopelta nodosa är en svampdjursart som först beskrevs av Schmidt 1879.  Daedalopelta nodosa ingår i släktet Daedalopelta och familjen Neopeltidae.
Artens utbredningsområde är Florida. Inga underarter finns listade i Catalogue of Life.